# Notiosorex
Notiosorex és un gènere de musaranyes de la família dels sorícids, la història fòssil del qual s'estén fins al Miocè.

## Cladograma
| Notiosorex (Coues, 1877) | \| \| Notiosorex cockrumi (R. Baker, 1966) \| \| \| \| \| \| Musaranya del desert (Notiosorex crawfordi) (Coues, 1877) \| \| \| \| \| \| Notiosorex evotis (Coues, 1877) \| \| \| \| \| \| Notiosorex villai (Carraway & Timm, 2000)[3] \| \| \| \| |
|                          | \| \| Notiosorex cockrumi (R. Baker, 1966) \| \| \| \| \| \| Musaranya del desert (Notiosorex crawfordi) (Coues, 1877) \| \| \| \| \| \| Notiosorex evotis (Coues, 1877) \| \| \| \| \| \| Notiosorex villai (Carraway & Timm, 2000)[3] \| \| \| \| |
|                          | Megasorex (Hibbard, 1950) |
|                          | |
|                          | Notiosorex cockrumi (R. Baker, 1966) |
|                          | |
|                          | Musaranya del desert (Notiosorex crawfordi) (Coues, 1877) |
|                          | |
|                          | Notiosorex evotis (Coues, 1877) |
|                          | |
|                          | Notiosorex villai (Carraway & Timm, 2000) |
|                          | |

|  | Notiosorex cockrumi (R. Baker, 1966)                      |
|  |                                                           |
|  | Musaranya del desert (Notiosorex crawfordi) (Coues, 1877) |
|  |                                                           |
|  | Notiosorex evotis (Coues, 1877)                           |
|  |                                                           |
|  | Notiosorex villai (Carraway & Timm, 2000)                 |
|  |                                                           |